# Johann I. (Cammin)
Johann von Sachsen-Lauenburg (* um 1318; † 1370) war ein römisch-katholischer Geistlicher. Als Johann I. war er Bischof von Cammin.
Er war der jüngste Sohn von Herzog Erich I. von Sachsen-Lauenburg und dessen Gemahlin Elisabeth von Pommern, einer Tochter von Herzog Bogislaw IV. von Pommern. Für den geistlichen Stand vorgesehen, studierte er an der Universität Montpellier in Frankreich. Er erwarb Pfründen unter anderem am Kölner Domkapitel und am Mindener Domkapitel sowie das Archidiakonat in Demmin im Herzogtum Pommern.
Im Jahre 1343 wurde er durch Papst Clemens VI. zum Bischof von Cammin ernannt. Während seiner Amtszeit führte er unter anderem die Diözesansynode von 1352 durch, deren umfangreiche Statuten vollständig überliefert sind. Ferner erneuerte er 1345 die Kurienordnung des Kolberger Domkapitels. 
Den Besitz von Stadt und Land Cammin verlor er 1355. Bischof Konrad IV. war es im Jahre 1321 gelungen, Stadt und Land Cammin von den Herzögen zu kaufen, doch unter einem Wiederkaufsrecht der Herzöge. Dieses Wiederkaufsrecht wurde nunmehr ausgeübt. Im Jahre 1356 schloss Bischof Johann I. einen Vertrag mit Herzog Bogislaw V., wonach das Bistum dem herzoglichen Schutz unterstellt wurde und wonach die Wahl von Bischöfen sowie von Domherren des Camminer Domstifts von der Zustimmung des Herzogs abhängig gemacht wurde. 
Im Verhältnis zum benachbarten Erzbistum Gnesen kam es auch unter Bischof Johann I. zu Streit. Es ging um die Erhebung des Peterspfennigs, der in der Kirchenprovinz Gnesen eingesammelt und an den Papst weitergeleitet wurde. Die Erzbischöfe von Gnesen verlangten, dass er auch im Bistum Cammin erhoben werde. Papst Clemens VI. beauftragte sogar 1343 Bischof Johann I., den Peterspfennig im Bistum Cammin einzusammeln und nach Gnesen weiterzuleiten. Bischof Johann I. argumentierte dagegen, da das Bistum Cammin exemt, also unmittelbar dem Papst unterstellt,  war. Im Jahre 1345 hob der Papst seine Anordnung wieder auf. 
Während seiner Amtszeit waren im Jahre 1357 Bischof Johann von Bir Seba und ab 1359 Goswinus Grope, Bischof von Evelone, als Weihbischöfe tätig.
Bischof Johann I. starb im Jahre 1370 und wurde im Camminer Dom beigesetzt. Sein Grabstein ist bis heute erhalten, lediglich die Metalleinlagen fehlen.